# Bryum savicziae
Bryum savicziae är en bladmossart som beskrevs av Roman Nicolaevich Schljakov 1959. Bryum savicziae ingår i släktet bryummossor, och familjen Bryaceae. Inga underarter finns listade i Catalogue of Life.